# La Gomera
La Gomera er en 25 km bred og 22 km lang spansk ø beliggende  i Atlanterhavet som en del af de Kanariske Øer. Øen er den næstmindste af de beboede Kanariske Øer og er kun i mindre grad præget af turisme. De fleste af øens indbyggere bor i hovedstaden San Sebastián de La Gomera (8668 indb.) og i kommunen Valle Gran Rey på sydøstkysten (4.285 indb.). Sammen med byen Playa de Santiago er disse steder de vigtigste centre for turismen, der er en vigtig næringsvej.
Øen ligger ca. 1300 kilometer fra det spanske og 300 kilometer fra det afrikanske fastland. Afstanden til den nærmeste færgehavn Los Cristianos på Tenerife  er 38 kilometer. La Gomera er af vulkansk oprindelse, cirka elleve millioner år gammel og består for den største del af porøs lava, gul og rød asketuf og lapillituf, gamle skrålag af basalt (kan ses ved kysten i Los Organos) såvel som yngre horisontale basalter. Det sidste vulkanudbrud ligger ca. to millioner år tilbage. Der findes endnu et genkendeligt vulkankrater (Caldera) på øen ved La Cantera.

## Kommuner
Øen er inddelt i 6 kommuner:
- Agulo
- Alajeró
- Hermigua
- San Sebastián de La Gomera
- Vallehermoso
- Valle Gran Rey

## Natur
La Gomera besidder flere vegetationszoner. På grund af højdeforskellene viser der sig flere klimaforandringer. På den nordlige del af øen befinder der sig i en højde fra 500 meter laurbærskove med stedsegrønne bregneområder. Over en højde af 1000 meter går det gradvis over til en blandet hede-skov af faya  og trælyng (brezo). I den regnfattige sydlige del af øen dominerer ved siden af forskellige arter af golde buske, stedsegrønne nåletræer (Juniperus phoenicea), planter i stenurt-familien af slægten Aeonium og de Kanariske daddelpalmer (Phoenix canariensis). I nærheden af kysten befinder der sig overvejende  planter, som er afhængig af den saltholdige havluft, som f.eks. hindebæger, forskellige planter i vortemælk-familien, agaveslægten og figenkaktus (Cactaceae). Midt på øen ligger nationalparken Garajonay Nationalpark, som dækker ca. 10 procent af øens areal. Økosystemet har siden 1986 været på UNESCOs Verdensarvsliste. Parkens skove er laurbærskove, som på grund af den manglende istid stadig vokser her. Et af parkens områder består af stedsegrøn tågeskov med op til to meter høje bregner, træer med lange hængende laver og grene bevokset med mos samt bække med et mindre antal vandfald.
1984 blev øen hærget af store skovbrande, som ødelagde en stor del af bestanden af Kanarie-Fyr. På grund af brandens hurtige udbredelse krævede den 20 dødsofre. I august 2012 blev øen igen ramt af en storbrand, begunstiget af en meget tør vinter og et tørt forår, som ødelagde et areal på cirka 40 km².

## Historie
La Gomera var formodentlig allerede kendt af fønikerne. De Kanariske Øers oprindelige beboere Guancherne er sandsynligvis kulturhistorisk beslægtet med berberne (Imazighen) og indvandret i den anden halvdel af det første før-kristelige årtusind. Det er bekendt, at de anvendte et pibesprog El Silbo, for at kunne kommunikere med andre gennem de dybe dale. Navnet Gomera stammer sandsynligvis fra den gamle berberstamme Ghomara. Klare beviser findes ikke. Hoved-stammen i Ghomara var den i Sydmorokko bosiddende store Berber-Føderation Masmoudâ; denne stammeføderation grundlagde i den tid hvor Marokko blev til Al-Barghwat’a og dannede senere den etnisk-kulturelle basis for det berberiske dynasti Al-Andalus, som fra Marrakech regerede hele Nordafrika og Andalusien.
Det er sandsynligt, at urbefolkningens indbyggere på øen, kendt som "Guancher", ikke havde kontakt hverken med naboøerne eller med Afrika. De levede et fredeligt liv i en stenalderkultur, og levede af fiskeri og  pastoralt landbrug. Deres sociale struktur var ensartet og antages at have været højt udviklet. 
1404 erobrede spanierne med Jean de Béthencourt (1362-1425) øen. Guancherne overgav sig først, men reagerede senere med talrige opstande på grund af erobrernes uretfærdige behandling. Senere i det 15. århundrede fulgte grev Hernán Peraza, som blev kendt for at være specielt grusom; han herskede fra 1477 til 1488. Efter at oprørerne havde myrdet ham, blev han efterfulgt af sin kone Beatriz de Bobadilla (1457-1504). Hendes magt blev understøttet af feudalherren Pedro de Vera (1430-1505), der var Spaniens guvernør på Gran Canaria, og han hævnede oprøret og mordet på Hernan Pereza på brutal vis. Under hans ledelse blev alle guanchemænd over 15 år henrettet eller tortureret. Kvinderne blev misbrugt af soldaterne. Mange indfødte blev solgt som slaver på det spanske fastland eller tvangsforflyttet til andre steder på øerne, for at forhindre nye oprør. Med tiden blandede de tiloversblevne indfødte sig med erobrerne og overtog efterhånden deres kultur og det spanske sprog. I nutiden finder man kun enkelte rester af de indfødtes sprog guanche. 1514 blev urbefolkningen retsligt ligestillet med spanierne. Et feudalsystem blev etableret. Sukkerrør og vin var i det 16. århundrede de vigtigste eksportartikler. 
Christoffer Columbus benyttede La Gomera som sin sidste mellemstation før han krydsede Atlanterhavet i 1492 med sine tre skibe. Formålet med opholdet i San Sebastián var at få flere søfolk og frisk drikkevand ombord. Rygter fortæller, at han var forelsket i Beatriz de Bobadilla, enke af Hernán Peraza den yngre, og det skulle være grunden til at han blev på øen en måned. I hvert fald støttede hun ham finansielt med vedligeholdelsen af hans skibe. Da han endelig satte sejl den 6. september 1492, gav hun ham stiklinger af sukkerrør, som blev de første til at nå den Nye Verden. Efter sin første opdagelsesrejse besøgte Columbus igen med sine skibe havnen i San Sebastián de La Gomera. Han besøgte La Gomera for sidste gang i 1498 på sin tredje rejse til Amerika. Huset i San Sebastián, som han er kendt for at have opholdt sig i, er nu en turistattraktion. 
1837 kom øen i stedet for at være under den lokale grevelige familie direkte under den spanske Krone. De fleste af La Gomeras beboere blev overvejende dårligt betalt som forpagtere og landarbejdere på de herskabelige plantager. 
1852 blev De Kanariske Øer erklæret til at være en "Særlig økonomisk zone" og blev dermed til en interessant international handelsplads. Karmin er et kraftigt rødt farvestof af organisk oprindelse som på De Kanariske Øer blev en vigtig produktions- og handelsvare. Opfindelsen af de syntetiske farvestoffer førte i slutningen af det 19. århundrede til den anden store udvandringsbølge, særlig til Cuba og Venezuela.
1974 kom den første regelmæssige færgetrafik mellem Los Cristianos på Tenerife og San Sebastián de la Gomera.
1975 kom det efter den spanske diktator Francisco Franco til en demokratisering  under den spanske konge Juan Carlos. Kanarierne valgte for første gang et regionalt parlament og fik dermed deres egen regionale regering. 1982 opnåede De Kanariske Øer autonomistatus, underinddelt i provinserne Las Palmas og Santa Cruz de Tenerife, som La Gomera tilhører.

## Klima
Klimatisk er øen delt i en tør sydlig halvdel og den med fugtige passatvinde forsynede, frugtbare nordlige halvdel. På bjergskråningernes markarealer er der anlagt reservoirer som opfanger regn og kondensvand der fordeles til indbyggerne. Foruden kartofler dyrkes der også tomater og vin.
|                                   | jan | feb | mar | apr | maj | jun | jul | aug | sep | okt | nov | dec |
| --------------------------------- | --- | --- | --- | --- | --- | --- | --- | --- | --- | --- | --- | --- |
| Gennemsnitlige højtemperatur (°C) | 21  | 21  | 22  | 23  | 24  | 25  | 27  | 29  | 28  | 26  | 24  | 22  |
| Gennemsnitlige lavtemperatur (°C) | 15  | 15  | 15  | 16  | 17  | 18  | 20  | 21  | 20  | 19  | 18  | 16  |
| Gennemsnitlige nedslag (mm)       | 18  | 24  | 14  | 7   | 2   | 0   | 0   | 0   | 10  | 13  | 18  | 27  |
| Gennemsnitlige antal regndage     | 6   | 4   | 3   | 2   | 2   | 1   | 0   | 0   | 2   | 5   | 6   | 7   |
| Gennemsnits vandtemperatur (°C)   | 19  | 18  | 18  | 18  | 19  | 20  | 21  | 22  | 23  | 23  | 21  | 20  |

## Turisme
Fra Los Cristianos på Tenerife er der daglig færgeforbindelse til San Sebastian de la Gomera. Færgeselskabet Naviera Armas sejler op til 3 gange dagligt med en sejltid på omkring 1 time mens Fred Olsen Express servicen sejler op til 4 gange dagligt med en sejltid fra 50 minutter. Det er også mulig at flyve indenrigs fra en af de større Kanarieøer. Øen har gode veje, der er mange bjergveje, så det kan anbefales at have en erfaren chauffør med. Foruden taxier er der flere busruter på øen, og et alternativ til busserne er Garajonay Express, turistbåde der sejler mellem San Sebastian, Playa de Santiago og Valle Gran Rey.
I San Sebastián de La Gomera  og Agulo er pensioner og hoteller. Flere hoteller findes i feriebyerne,  Playa Santiago og Valle Gran Rey. 
Med sine knap 20 kilometer fra nord til syd er øen den næstmindste af De Kanariske Øer. Øen er har små badebugter med sorte sandstrande, som ligger omgivet af stejle klipper. Øens bedste strande ligger ved Valle Gran Rey.   Havet omkring øen er velegnet til dykning. 
Det bjergrige landskab skifter fra palmedækkede dale og dybe kløfter til nøgne klippeformationer og tropiske skovområder med eksotiske træer og planter. 
La Gomeras største seværdighed er Garajonay Nationalpark, en skov med forhistorisk vegetation, som er på UNESCOs Verdensarvsliste. De mange stier som gennemskærer øen på kryds og tværs gør øen velegnet til vandreture. 
Det er mulig at parkere bilen tæt ved de afmærkede stier. I nærheden af nationalparken ligger informationscentret Juego de Bolas, hvor der informeres om de over 400 plantearter og over 1.000 dyrearter, der lever i nationalparken.
Til øens mange traditioner hører den helt specielle måde at kommunikere på, nemlig ved at fløjte ordenes stavelser til hinanden. I århundreder har øens indbyggere brugt denne metode til at kommunikere enkle budskaber på tværs af kløfter og slugter, for på den måde at løse problemet med de geografiske afstande og det ujævne terræn. Der afholdes også i nutiden fløjtekonkurrencer. I 2009 blev øens berømte fløjtesprog optaget på UNESCOs liste over immateriel kulturarv.
På nordvestkysten af øen ligger Los Órganos, som er en 200 meter bred bjergvæg med op til 80 meter høje prismeformede basaltsøjler, som går fra det øverste af klippevæggen og fortsætter ned under vandet. Det er kun muligt at sejle ud til Los Órganos med turistbåde fra Valle Gran Rey og Playa Santiago.
Hvis man fra San Sebastián kører op ad landevej TF-713 kommer man til fem vulkanske klipper, som er formet på naturlig vis ved erosion. Den første er Agando-klippen og dens fire ledsagere: Las Lajas, som er flad, La Zarcita, som er lille og den store Ojila. Fra foden af Agando-klippen går en 2,5 kilometer lang sti gennem en laurbærskov og hen til Peraza-passet.
Af øens specialiteter kan blandt andet nævnes vinen som ofte drikkes til tapas med den lokale ost, stegt flæsk eller gedekød. Det gomeranske køkken bruger overvejende råvarer, som er dyrket på øen. Typiske gomeranske retter er dessertmousse med palmehonning, brøndkarsesuppe, gofio som er malet byg eller hvede, og som drysses oven på suppen samt almogrote – en dressing af gedeost, peber, olivenolie og hvidløg.

## Galleri
- Satellitfoto af La Gomera
- Vinterrasser på La Gomera
- Garajonay Nationalpark
- Garajonay Nationalpark
- Basaltsøjler ved Los Organos